# (18240) Mould
(18240) Mould (1317 T-2) – planetoida z pasa głównego asteroid okrążająca Słońce w ciągu 3,88 lat w średniej odległości 2,47 j.a. Odkryta 29 września 1973 roku.